# Liste des lacs du bassin de la L'Assomption
Voici la liste des lacs du bassin versant de la rivière L'Assomption situé dans les Laurentides et, en majeure partie, dans Lanaudière et au Québec, au Canada.
| Nom                    | Municipalité                                          | Région      | Coordonnées                  | Sous-Bassin          |
| ---------------------- | ----------------------------------------------------- | ----------- | ---------------------------- | -------------------- |
| 7e Lac                 | Chertsey                                              | Lanaudière  | 46° 08′ 13″ N, 73° 49′ 19″ O | Rivière Ouareau      |
| 9e Lac                 | Chertsey                                              | Lanaudière  | 46° 09′ 50″ N, 73° 47′ 48″ O | Rivière Ouareau      |
| Achigan, Lac de l'     | Saint-Hippolyte                                       | Laurentides | 45° 56′ 29″ N, 73° 58′ 10″ O | Rivière de l'Achigan |
| Arbour, Lac            | Saint-Alphonse-Rodriguez                              | Lanaudière  | 46° 10′ 50″ N, 73° 40′ 46″ O |                      |
| Archambault, Lac       | Saint-Donat                                           | Lanaudière  | 46° 19′ 14″ N, 74° 14′ 24″ O | Rivière Ouareau      |
| Ashton, Lac            | Sainte-Marguerite-du-Lac-Masson                       | Laurentides | 46° 03′ 54″ N, 73° 58′ 07″ O | Rivière Ouareau      |
| Aulnes, Lac des        | Saint-Donat                                           | Lanaudière  | 46° 21′ 58″ N, 74° 11′ 11″ O | Rivière Ouareau      |
| Baribeau, Lac          | Saint-Donat                                           | Lanaudière  | 46° 20′ 59″ N, 74° 09′ 43″ O | Rivière Ouareau      |
| Bastien, Lac           | Saint-Alphonse-Rodriguez                              | Lanaudière  | 46° 08′ 23″ N, 73° 39′ 49″ O | Rivière Ouareau      |
| Beau Bassin, Lac       | Sainte-Émélie-de-l'Énergie                            | Lanaudière  | 46° 17′ 44″ N, 73° 34′ 58″ O | Rivière Noire        |
| Beauchamp, Lac         | Saint-Donat                                           | Lanaudière  | 46° 17′ 39″ N, 74° 12′ 15″ O | Rivière Ouareau      |
| Beaulac, Lac           | Chertsey                                              | Lanaudière  | 46° 17′ 39″ N, 74° 12′ 15″ O | Rivière Ouareau      |
| Beaulne, Lac           | Chertsey                                              | Lanaudière  | 46° 01′ 29″ N, 73° 56′ 36″ O | Rivière Ouareau      |
| Beaulne, Lac           | Notre-Dame-de-la-Merci                                | Lanaudière  | 46° 11′ 30″ N, 74° 00′ 15″ O | Rivière Ouareau      |
| Blanc, Lac             | Saint-Donat                                           | Lanaudière  | 46° 19′ 54″ N, 74° 12′ 57″ O | Rivière Ouareau      |
| Bleu, Lac              | Saint-Hippolyte                                       | Laurentides | 45° 53′ 08″ N, 73° 59′ 04″ O | Rivière de l'Achigan |
| Bob, Lac               | Saint-Calixte                                         | Lanaudière  | 45° 56′ 50″ N, 73° 48′ 50″ O | Rivière Saint-Esprit |
| Bouillon, Lac          | Saint-Donat                                           | Lanaudière  | 46° 16′ 05″ N, 74° 10′ 54″ O | Rivière Ouareau      |
| Brûlé, Lac             | Chertsey                                              | Lanaudière  | 46° 06′ 57″ N, 73° 47′ 41″ O | Rivière Ouareau      |
| Canard, Lac            | Sainte-Émélie-de-l'Énergie                            | Lanaudière  | 46° 18′ 04″ N, 73° 40′ 02″ O | Rivière Noire        |
| Charlebois, Lac        | Sainte-Marguerite-du-Lac-Masson                       | Laurentides | 46° 05′ 00″ N, 74° 03′ 04″ O | Rivière Ouareau      |
| Clair, Lac             | Sainte-Marguerite-du-Lac-Masson                       | Laurentides | 46° 05′ 33″ N, 74° 03′ 41″ O | Rivière Ouareau      |
| Clef, Lac la           | Saint-Donat                                           | Lanaudière  | 46° 23′ 07″ N, 74° 13′ 08″ O | Rivière Ouareau      |
| Cloutier, Lac          | Saint-Alphonse-Rodriguez Sainte-Béatrix               | Lanaudière  | 46° 10′ 44″ N, 73° 38′ 41″ O |                      |
| Cœur, Lac en           | Chertsey                                              | Laurentides | 46° 14′ 00″ N, 73° 51′ 53″ O | Rivière de l'Achigan |
| Cœur, Lac en           | Saint-Hippolyte                                       | Laurentides | 45° 58′ 05″ N, 74° 00′ 41″ O | Rivière de l'Achigan |
| Colette, Lac           | Sainte-Julienne                                       | Lanaudière  | 45° 57′ 43″ N, 73° 45′ 09″ O | Rivière Saint-Esprit |
| Collette, Lac          | Chertsey                                              | Lanaudière  | 46° 03′ 45″ N, 73° 54′ 42″ O | Rivière Ouareau      |
| Côme, Lac              | Saint-Côme                                            | Lanaudière  | 46° 18′ 03″ N, 73° 42′ 40″ O | Rivière Noire        |
| Connelly, Lac          | Saint-Hippolyte                                       | Laurentides | 45° 53′ 51″ N, 73° 57′ 54″ O | Rivière de l'Achigan |
| Cristal, Lac           | Saint-Calixte                                         | Lanaudière  | 45° 58′ 28″ N, 73° 53′ 29″ O | Rivière de l'Achigan |
| Croche, Lac            | Saint-Donat                                           | Lanaudière  | 46° 10′ 44″ N, 73° 38′ 41″ O | Rivière Ouareau      |
| Croche, Lac            | Saint-Jean-de-Matha                                   | Lanaudière  | 46° 15′ 03″ N, 73° 36′ 17″ O | Rivière Noire        |
| Daniel, Lac            | Sainte-Émélie-de-l'Énergie                            | Lanaudière  | 46° 17′ 16″ N, 73° 36′ 45″ O | Rivière Noire        |
| Désert, Lac            | Chertsey                                              | Lanaudière  | 46° 06′ 09″ N, 73° 55′ 40″ O | Rivière Ouareau      |
| Dontigny, Lac          | Saint-Alphonse-Rodriguez                              | Lanaudière  | 46° 10′ 24″ N, 73° 44′ 17″ O | Rivière Ouareau      |
| Élan, Lac              | Saint-Donat                                           | Lanaudière  | 46° 22′ 41″ N, 74° 16′ 31″ O | Rivière Ouareau      |
| Français, Lac des      | Saint-Alphonse-Rodriguez Sainte-Marcelline-de-Kildare | Lanaudière  | 46° 10′ 44″ N, 73° 38′ 41″ O | Rivière Ouareau      |
| Fromentière, Lac de la | Saint-Alphonse-Rodriguez                              | Lanaudière  | 46° 11′ 20″ N, 73° 44′ 40″ O | Rivière Ouareau      |
| Gareau, Lac            | Saint-Alphonse-Rodriguez                              | Lanaudière  | 46° 11′ 33″ N, 73° 47′ 16″ O | Rivière Ouareau      |
| Georges, Lac           | Notre-Dame-de-la-Merci                                | Lanaudière  | 46° 18′ 03″ N, 73° 59′ 32″ O | Rivière Ouareau      |
| Georges, Lac           | Saint-Alphonse-Rodriguez                              | Lanaudière  | 46° 12′ 29″ N, 73° 43′ 32″ O |                      |
| Grenier, Lac           | Chertsey                                              | Lanaudière  | 46° 08′ 45″ N, 73° 54′ 46″ O | Rivière Ouareau      |
| Ile, Lac à l'          | Notre-Dame-de-la-Merci                                | Lanaudière  | 46° 18′ 57″ N, 74° 00′ 01″ O | Rivière Ouareau      |
| Iles, Lac des          | Entrelacs Sainte-Marguerite-du-Lac-Masson             | Lanaudière  | 46° 06′ 06″ N, 74° 01′ 56″ O | Rivière Ouareau      |
| Iles, Lac des          | Sainte-Émélie-de-l'Énergie                            | Lanaudière  | 46° 21′ 58″ N, 73° 44′ 25″ O | Rivière Ouareau      |
| Jaune, Lac             | Chertsey                                              | Lanaudière  | 46° 06′ 55″ N, 73° 49′ 07″ O | Rivière Ouareau      |
| Joly, Lac              | Saint-Donat                                           | Lanaudière  | 46° 22′ 39″ N, 74° 09′ 37″ O | Rivière Ouareau      |
| Joly, Lac              | Saint-Alphonse-Rodriguez                              | Lanaudière  | 46° 11′ 30″ N, 73° 44′ 55″ O | Rivière Ouareau      |
| L'Assomption, Lac de   | Saint-Guillaume-Nord                                  | Lanaudière  | 46° 27′ 40″ N, 74° 03′ 08″ O |                      |
| Lafontaine, Lac        | Entrelacs                                             | Lanaudière  | 46° 07′ 14″ N, 73° 58′ 39″ O | Rivière Ouareau      |
| Lachapelle, Lac        | Saint-Alphonse-Rodriguez                              | Lanaudière  | 46° 12′ 37″ N, 73° 41′ 24″ O |                      |
| Lasalle, Lac           | Sainte-Émélie-de-l'Énergie                            | Lanaudière  | 46° 23′ 40″ N, 73° 42′ 15″ O | Rivière Noire        |
| Léon, Lac              | Saint-Donat                                           | Lanaudière  | 46° 21′ 49″ N, 74° 15′ 50″ O | Rivière Ouareau      |
| Léon, Lac              | Sainte-Marcelline-de-Kildare                          | Lanaudière  | 46° 06′ 33″ N, 73° 39′ 25″ O | Rivière Ouareau      |
| Long, Lac              | Saint-Alphonse-Rodriguez                              | Lanaudière  | 46° 10′ 19″ N, 73° 40′ 38″ O |                      |
| Long, Lac              | Sainte-Émélie-de-l'Énergie                            | Lanaudière  | 46° 23′ 40″ N, 73° 42′ 33″ O | Rivière Noire        |
| Louise, Lac            | Chertsey                                              | Lanaudière  | 46° 06′ 01″ N, 73° 52′ 44″ O | Rivière Ouareau      |
| Louise, Lac            | Saint-Alphonse-Rodriguez                              | Lanaudière  | 46° 12′ 10″ N, 73° 42′ 59″ O |                      |
| Loyer, Lac             | Saint-Alphonse-Rodriguez                              | Lanaudière  | 46° 11′ 26″ N, 73° 40′ 24″ O |                      |
| Maillé, Lac            | Saint-Hippolyte                                       | Laurentides | 45° 52′ 04″ N, 74° 00′ 14″ O | Rivière Ouareau      |
| Major, Lac             | Saint-Donat                                           | Lanaudière  | 46° 21′ 31″ N, 74° 12′ 05″ O | Rivière Ouareau      |
| Marchand, Lac          | Saint-Alphonse-Rodriguez                              | Lanaudière  | 46° 08′ 26″ N, 73° 41′ 37″ O | Rivière Ouareau      |
| Marie-Josée, Lac       | Sainte-Béatrix                                        | Lanaudière  | 46° 10′ 49″ N, 73° 37′ 22″ O |                      |
| McGill, Lac            | Sainte-Julienne                                       | Lanaudière  | 45° 58′ 16″ N, 73° 45′ 29″ O | Rivière Saint-Esprit |
| Miro, Lac              | Sainte-Béatrix                                        | Lanaudière  | 46° 11′ 56″ N, 73° 37′ 34″ O |                      |
| Miron, Lac             | Sainte-Béatrix                                        | Lanaudière  | 46° 11′ 56″ N, 73° 37′ 34″ O |                      |
| Morency, Lac           | Saint-Hippolyte                                       | Lanaudière  | 45° 55′ 47″ N, 74° 01′ 54″ O | Rivière de l'Achigan |
| Noir, Lac              | Saint-Alphonse-Rodriguez                              | Lanaudière  | 46° 12′ 25″ N, 73° 43′ 14″ O |                      |
| Noir, Lac              | Saint-Damien Saint-Jean-de-Matha                      | Lanaudière  | 46° 16′ 47″ N, 73° 32′ 36″ O | Rivière Noire        |
| Ouareau, Lac           | Notre-Dame-de-la-Merci Saint-Donat                    | Lanaudière  | 46° 17′ 03″ N, 74° 08′ 35″ O | Rivière Ouareau      |
| Paré, Lac              | Chertsey                                              | Lanaudière  | 46° 09′ 13″ N, 73° 55′ 51″ O | Rivière Ouareau      |
| Patrick, Lac           | Saint-Alphonse-Rodriguez                              | Lanaudière  | 46° 11′ 48″ N, 73° 42′ 34″ O | Rivière Ouareau      |
| Patrick, Lac           | Entrelacs                                             | Lanaudière  | 46° 06′ 20″ N, 73° 58′ 55″ O | Rivière Ouareau      |
| Perreault, Lac         | Chertsey                                              | Lanaudière  | 46° 20′ 59″ N, 74° 04′ 09″ O | Rivière Ouareau      |
| Pierre, Lac            | Saint-Alphonse-Rodriguez                              | Lanaudière  | 46° 11′ 45″ N, 73° 41′ 01″ O |                      |
| Pimbina, Lac du        | Saint-Donat                                           | Lanaudière  | 46° 22′ 39″ N, 74° 14′ 09″ O | Rivière Ouareau      |
| Pins, Lac des          | Rawdon                                                | Lanaudière  | 46° 02′ 15″ N, 73° 47′ 17″ O | Rivière Ouareau      |
| Pins, Lac des          | Saint-Alphonse-Rodriguez                              | Lanaudière  | 46° 11′ 45″ N, 73° 44′ 36″ O | Rivière Ouareau      |
| Pontbriand, Lac        | Rawdon                                                | Lanaudière  | 46° 03′ 07″ N, 73° 46′ 19″ O | Rivière Ouareau      |
| Prévost, Lac           | Notre-Dame-de-la-Merci                                | Lanaudière  | 46° 18′ 30″ N, 73° 59′ 57″ O | Rivière Ouareau      |
| Provost, Lac           | Lac-des-Dix-Milles Saint-Donat                        | Lanaudière  | 46° 23′ 42″ N, 74° 15′ 40″ O | Rivière Ouareau      |
| Provost, Lac           | Saint-Guillaume-Nord                                  | Lanaudière  | 46° 21′ 08″ N, 73° 59′ 03″ O | Rivière Ouareau      |
| Rochemaure, Lac        | Saint-Donat                                           | Lanaudière  | 46° 21′ 59″ N, 74° 09′ 29″ O | Rivière Ouareau      |
| Rouge, Lac             | Saint-Alphonse-Rodriguez                              | Lanaudière  | 46° 11′ 17″ N, 73° 42′ 21″ O |                      |
| Sommets, Lac des       | Les Pays-d'en-Haut                                    | Laurentides | 46° 05′ 14″ N, 74° 04′ 01″ O | Rivière Ouareau      |
| Stevens, Lac           | Saint-Alphonse-Rodriguez                              | Lanaudière  | 46° 09′ 40″ N, 73° 39′ 17″ O |                      |
| Sylvère, Lac           | Saint-Donat                                           | Lanaudière  | 46° 20′ 59″ N, 74° 04′ 09″ O | Rivière Ouareau      |
| Vert, Lac              | Saint-Alphonse-Rodriguez                              | Lanaudière  | 46° 11′ 03″ N, 73° 43′ 07″ O |                      |
| Vert, Lac              | Saint-Guillaume-Nord                                  | Lanaudière  | 46° 25′ 07″ N, 74° 04′ 16″ O | Rivière Ouareau      |